# Amber Skye Noyes
Pour les articles homonymes, voir Noyes.
Amber Skye Noyes est une actrice et chanteuse américaine.

## Biographie
Elle commence sa carrière à New York aux côtés de son frère en tant que jeune actrice. Après avoir obtenu son diplôme à l'Emerson College, elle pursuit sa carrière musicale en réalisant ses propres clips. Elle finira par décrocher le rôle de Tori Windsor dans l'émission Beauty and the Beast.
Amber Skye joue dans plusieurs dramas tels que : Blacklist, Blindspot, New York, unité spéciale, FBI et MacGyver. Elle joue également dans la saison 1 de la série The Deuce et aux côtés de Priyanka Chopra dans la série Quantico.

## Filmographie
- 2013 : More One Life to Live : Michelle
- 2013 : One Life to Live - 20 épisodes : Michelle
- 2014 : Beauty and the Beast - 7 épisodes : Tori Windsor
- 2014 : The Blacklist - épisode#2.5 : Pepper
- 2016 : New York, unité spéciale (saison 17, épisode 11) : Roxie Volkov
- 2017 : The Deuce : Ellen
- 2017 : Blindspot saison 2
- 2018 : Quantico : S.A Celine Fox
- 2024 : New York, unité spéciale (saison 25, épisode 1) : détective Sloanne Parrish